# Јужна баптистичка конвенција
Јужна баптистичка конвенција је хришћанска конфесија са седиштем у Сједињеним Државама. То је највећа баптистичка вероисповест на свету, највећа протестантска и друга по величини хришћанска вероисповест у Сједињеним Државама, мања само од Римокатоличке цркве према статистикама о самопријављивању чланства.
Реч jужни у Јужној баптистичкој конвенцији потиче од тога што су је 1845. године у Oгaсти, Џорџија, организовали баптисти на југу Сједињених Држава који су се поделили са северним баптистима по питању ропства, а јужњачки баптисти оштро се противили њеном укидању. Након Америчког грађанског рата, догодио се још један раскол када је већина ослобођених робова основала независне црначке конгрегације, регионална удружења и државне и националне конвенције, попут Националне баптистичке конвенције, која је постала друга по величини баптистичка конвенција до краја 19. века.
Од 1940-их, Јужна баптистичка конвенција се проширила по државама, изгубивши део свог регионалног идентитета. Нарочито од краја 20. века, Јужна баптистичка конвенција је тражила нове чланове међу мањинским групама. Иако је још увек снажно концентрисана на југу Сједињених Држава, Јужна баптистичка конвенција има цркве чланице широм Сједињених Држава и 41 придружену државну конвенцију. Јужне баптистичке цркве су евангеличке у доктрини и пракси. Док истичу значај индивидуалног искуства обраћења, које се потврђује потпуним потапањем у воду за верничко крштење, они одбацују праксу крштења новорођенчади. Јужна баптистичка конвенција тврди да се друга специфична веровања заснована на библијској интерпретацији могу разликовати због њихове конгрегацијске припадности и да се парохијама даје локална аутономија. Те тврдње оспоравају пастори са ставовима о ЛГБТ правима, раси и политици који су у сукобу са извршним одбором Јужне баптистичке конвенције и чијим парохијама прети протеривање из Јужне баптистичке конвенције.
Просечна недељна посећеност богослужења била је 5.297.788 у 2018. години.